# Удачная (Омская область)
Удачная — деревня в Нижнеомском районе Омской области России. Входит в состав Хортицкого сельского поселения. Население 67 чел. (2010) .

## История
В соответствии с Законом Омской области от 30 июля 2004 года № 548-ОЗ «О границах и статусе муниципальных образований Омской области» деревня вошла в состав образованного Хортицкого сельского поселения.

## География
Расположен на востоке региона, в пределах Западно-Сибирской равнины.
Абсолютная высота — 109 м над уровнем моря.

## Население
| 2010 |
| ---- |
| 67   |

Гендерный состав
По данным Всероссийской переписи населения 2010 года в гендерной структуре населения из 67 человек мужчин — 31, женщин — 36 (46,3 и	53,7 % соответственно).
Национальный состав
Согласно результатам переписи 2002 года, в национальной структуре населения русские составляли 71 % от общей численности населения в 148 чел.

## Инфраструктура
Развитое сельское хозяйство. Личное подсобное хозяйство.

## Транспорт
Стоит на автодороге «Хортицы — Новотроицк» (идентификационный номер 52 ОП МЗ Н-285).